# Signori si nasce
Signori si nasce (bra: Totó, o Boa-Vida) é um filme italiano de 1960, dirigido por Mario Mattoli.
Estreou em Portugal a 24 de Fevereiro de 1961.

## Sinopse
O barão Ottone Spinelli degli Ulivi, mais conhecido por Zazà (Totò), apesar da sua nobre ascendência, anda sempre sem dinheiro, por causa da sua vida dissoluta, passada nos bastidores dos teatros a cortejar as mulheres. Apesar das dificuldades económicas, continua a viver à grande num hotel, servido pelo nunca pago Battista (Carlo Croccolo). Um dia é instado por um credor (Luigi Pavese) a pagar uma dívida cuja garantia falsificara e, para não ser revelada a sua decadência económica e a conselho de Battista, vai pedir um empréstimo ao irmão, Pio degli Ulivi (Peppino De Filippo), dono de um alfaiataria frequentada por padres e freiras. Os dois irmãos não se dão bem e, apesar da ameaça de suicídio de Zazà, Pio não lhe empresta nada. Já em casa, Zazà é visitado por Patrizia (Delia Scala), que quer seduzi-lo para conseguir um papel numa nova revista. A meio da conversa, aparece Pio, muito assustado com as ameaças de suicídio do irmão. Para sacar o dinheiro ao irmão, Zazà faz crer ao irmão que Patrizia é sua filha.